# Lapinsaaret (ö i Norra Karelen, Joensuu, lat 62,62, long 31,10)
Lapinsaaret är en ö i Finland. Den ligger i sjön Suuri Tetrijärvi och i kommunen Ilomants i den ekonomiska regionen  Joensuu ekonomiska region  och landskapet Norra Karelen, i den sydöstra delen av landet, 400 km nordost om huvudstaden Helsingfors. Öns area är 1,3 hektar och dess största längd är 400 meter i sydväst-nordöstlig riktning.  Notera att namnet antyder att det är fråga om flera öar.